# Ramón Ernesto Cruz Uclés

Staatsieportret

Ramón Ernesto Cruz Uclés (San Juan de Flores, 4 januari 1903 - Tegucigalpa, 6 augustus 1985) was een Hondurees rechter en politicus en tussen 1971 en 1972 president van zijn land.
Cruz Uclés volgde eerst een opleiding als onderwijzer. Daarna deed hij een voortgezette opleiding in Guatemala-Stad en hij behaalden een rechtendiploma aan de Universidad Nacional Autonoma de Honduras. Tussen 1946 en 1948 was hij ambassadeur van Honduras in El Salvador. Daarna zetelde hij tot 1964 in het Hooggerechtshof. Hij was lid van de Partido Nacional en was een eerste keer presidentskandidaat in 1963, maar deze verkiezing werd gedwarsboomd door een staatsgreep door generaal Oswaldo López Arellano. Op 28 maart 1971 werd Cruz Uclés wel tot president verkozen namens de regerende Partido Nacional. Vooraf had hij een kiesafspraak gemaakt de Partido Liberal voor de verdeling van de kabinetsposten. Door de strenge kieswet waren de linkse partijen uitgesloten van de verkiezingen. Na een presidentschap van 18 maanden werd Cruz Uclés op 4 december 1972 afgezet door generaal López Arellano, de opperbevelhebber van het leger.
Cruz Uclés was ook rechter in het Internationaal Gerechtshof in Den Haag.